# Волков, Вениамин Арсеньевич
Вениамин Арсеньевич Волков — советский деятель госбезопасности, генерал-майор.

## Биография
Родился в 1925 году в . Член КПСС с года.
С 1942 года — на хозяйственной, общественной и политической работе. В 1942—1985 гг. — рабочий на заводах Новокузнецка, студент Сибирского металлургического института, мастер производственного обучения ремесленного училища, на комсомольской работе, старший оперуполномоченный горотдела по г. Сталинск УМГБ — УМВД по Кемеровской области, начальник 5-го отделения (экономическое) одного из городских или районных аппаратов уполномоченного УКГБ по Кемеровской области, уполномоченный УКГБ по Кемеровской области в Сталинске и Юрге, заместитель начальника 5-го отдела УКГБ по Кемеровской области, председатель КГБ при СМ Калмыцкой АССР, председатель КГБ при СМ Бурятской АССР, начальник УКГБ по Красноярскому краю.
Делегат XXVI съезда КПСС.
Умер после 1985 года.